# 普法尔茨地区魏尔
普法尔茨地区魏尔（德語：Weyher in der Pfalz，發音：[ˈvaɪɐ ʔɪn deːɐ̯ ˈpfalts]）是德国莱茵兰-普法尔茨州南魏恩施特拉瑟县的市镇，面积5.16平方千米，2023年12月31日人口为540人。